# Клошка (Тулча)
Клошка (рум. Cloșca) — село у повіті Тулча в Румунії. Входить до складу комуни Хорія.
Село розташоване на відстані 198 км на схід від Бухареста, 32 км на південний захід від Тулчі, 93 км на північ від Констанци, 57 км на південний схід від Галаца.

## Населення
За даними перепису населення 2002 року у селі проживали 142 особи, усі — румуни. Усі жителі села рідною мовою назвали румунську.